# 신뢰 손해배상
신뢰 손해배상(Reliance damages)이란 일방이 책임을 다하지 않아서 그 책임을 신뢰하고 행동한 사람이 입은 경제적 손해를 보상해주는 영미법상 개념이다.

## 신뢰 손해의 범위
신뢰 손해는 예측 가능한 금액에 대한 당사자의 신뢰 이익(Reliance interest)으로 평가된다. 마치 계약이 성립되지 않은 것처럼 피해 당사자를 동일한 금전적 위치에 놓았다.
신뢰 이익은 법률 전문가 로우 풀러(Lou Fuller)와 윌리엄 퍼듀(William Perdue)가 1936년 기사 "계약 손해에 대한 신뢰 이해"(The Reliance Interest in Contract Damages)에서 논의한 세 가지 관심 분야 중 하나이다.

## 같이 보기
- 손해배상
- 원상회복